# محرز بن المكعبر الضبي
محرز بن المكعبر الضبي شاعر عربي جاهلي من بني بكر بن ربيعة بن كعب من بني ضبة، شهد أيام ومعارك قومه في العصر الجاهلي وله فيها أشعار ومنها يوم الشقيقة الذي قُتَل فيه بسطام بن قيس ويوم الكلاب الثاني عندما هزم بنو تميم جموع القبائل اليمانية المتحالفة وغيرها من الأيام.

## شعره
قال محرز الضبي يصف يوم حذنة الذي انتصر فيه قومه على مذحج: